# Ricardo Durand Flórez
Ricardo Durand Flórez  (Ambo, Huánuco, 16 de abril de 1917-Lima, 19 de marzo de 2004) fue un arzobispo jesuita peruano, obispo del Cuzco y del Callao, además de presidente de la Conferencia Episcopal Peruana.

## Biografía
Su padre poseía allí una pequeña hacienda que debió abandonar. En el año 1919 la familia se trasladó a Lima. Estudió la primaria en el Colegio de la Inmaculada de Lima y la secundaria en el Colegio Sagrado Corazón (España).
El 10 de marzo de 1934 ingresó a la Compañía de Jesús y se trasladó a Buenos Aires. Se graduó de Bachiller en Humanidades Clásicas y de Licenciado en Filosofía y Teología. 

### Sacerdocio
En 1936 emitió sus votos y el 18 de diciembre de 1948 se ordenó como sacerdote en San Miguel, Argentina.
En 1951 regresó a Lima para continuar su trabajo pastoral, se desempeñó como profesor en el Colegio de la Inmaculada. 
En 1953 fue nombrado responsable de las Obras Misionales Pontificias y en 1954 se le nombró responsable de la Cruzada Eucarística. Desde este cargo editó la revista “Avanzada”, una publicación misionera infantil y juvenil de un éxito sin precedentes. 
En 1954 fundó Cáritas del Perú con el apoyo del entonces Nuncio Apostólico Mons. Francesco Nardone, años después esta importante obra social de la Iglesia pasaría a ser administrada por la Conferencia Episcopal Peruana. 
En 1958 fundó la obra social “Cruz Blanca”, para atender a las necesidades de los niños de bajos recursos.

### Episcopado
El 14 de febrero de 1966 fue nombrado Arzobispo del Cuzco y consagrado Obispo el 25 de marzo de 1966. Fue el 34 jefe de la Iglesia Cusqueña y tercer Arzobispo de esa arquidiócesis. Al asumir el cargo de Arzobispo leyó un mensaje en quechua. En 1967 miembro de la Pontificia Comisión de Educación Católica. En 1968 fue nombrado delegado para la Conferencia del Episcopado Latinoamericano en Medellín, donde presidió la importante Comisión sobre Pobreza.
Gobernó la sede cusqueña hasta el 5 de enero de 1975, un problema cardíaco le impedía seguir en la altura del Cuzco y por ello ese año fue trasladado a su petición al obispado del Callao, y fue nombrado Arzobispo-Obispo del Callao, el 14 de enero de 1975 cargo en el que se desempeñó por 20 años, hasta el 16 de agosto de 1995.
Monseñor Durand es recordado también por la feligresía Chalaca por la reconstrucción de las iglesias Parroquia de Santa Rosa, Carmen de La Legua-Reynoso y Matriz del Callao, en esta última descansan sus restos.
En 1988 fue elegido Presidente de la Conferencia Episcopal Peruana, ocupó el cargo hasta el año 1991, años en que trabajó con especial solicitud solidaria por los más afectados por la crisis económica que afecto al país en la década de 1990.
Su Santidad Juan Pablo II aceptó su renuncia al cargo de Obispo del Callao en 1995, cuando tenía 78 años, tres años después de la edad establecida por el Derecho Canónico, y es nombrado ese año Arzobispo-Obispo Emérito del Callao .
Mons. Ricardo Durand tuvo una destacada participación en las Asambleas Episcopales de Medellín, Puebla y Santo Domingo e incluso después de su retiro, se mantuvo activo tanto en diversas obras de acción social como punto de referencia para opiniones y reflexiones en los medios masivos.
Monseñor Durand se adelantó en muchos años a los políticos de ahora, en su largo trabajo pastoral fue creador infatigable de obras de desarrollo social y promoción humana. Hablan de él obras como la “Cruz Blanca”, los Centros de Educación Ocupacional como el C.E.O "San Jose Artesano" del Callao, con enseñanza ocupacional e industrial, y más de 100 comedores populares y talleres de capacitación creados en la Provincia Constitucional del Callao.
Según los especialistas, su acción social más importante fue la de preparar al país para el dramático ajuste económico de 1990, que dejó sin recursos a millones de peruanos.
Gracias a las previsiones que Mons. Durand tomó como Presidente del Episcopado, la Iglesia, a través de Cáritas y otras instituciones, fue capaz de alimentar a más de un millón y medio de personas durante más de ocho meses; una acción que para muchos expertos, salvó al país del colapso social. 
Pero su faceta más saltante fue el celo pastoral que desplegó como Obispo. Como tal, no solo se preocupó por incrementar las vocaciones sacerdotales, promover la pastoral juvenil y alentar los movimientos apostólicos, sino también aumentar el número de parroquias en el Cusco y el Callao.
Monseñor Ricardo Durand, también apoyo y trabajo muy estrechamente con los jóvenes de todas las parroquias de la Diócesis, apoyo los Movimientos de Encuentros Juveniles del Callao, Los grupos Juveniles Parroquiales con festivales corales de la Diócesis en el Colegio San Antonio de Varones, Apoyó fervientemente los Convivios en el Callao
Su preocupación por difundir la sana doctrina lo llevó no solo a publicar libros críticos contra la teología de la liberación marxista, sino a difundir la sana doctrina mediante la publicación de cartas pastorales, la promoción de semanas sociales para difundir la Doctrina Social de la Iglesia, y la convocatoria de dos Congresos Internacionales sobre la Reconciliación en el Pensamiento del Papa Juan Pablo II en 1986 y 1989.
A las 10:15 horas del día viernes 19 de marzo del 2004, en la Clínica Padre Tezza, falleció a la edad de 86 años. Fue inicialmente velado en la Parroquia Nuestra Señora de Fátima en Miraflores, donde residió sus últimos años de vida, luego sus restos mortales fueron recibidos solemnemente por el Obispo del Callao Mons. Miguel Irízar Campos, en la Iglesia Matriz Catedral del Callao para ser sepultados el lunes 21 en la Cripta de dicha iglesia.

## Obras
- En 1985 publicó su primer libro crítico a la obra teológica del padre Gustavo Gutiérrez: “Observaciones a la Teología de la Liberación y La Fuerza Histórica de los Pobres”.
- En 1988 publica su segundo libro “La Utopía de la Liberación”
- En 1996 publicó “Teología de la Liberación Marxista, Teología de la Liberación Cristiana”.